# Catalina Fuentes Rodríguez
Catalina Fuentes Rodríguez (Pilas, 15 de enero de 1960) es una lingüista española, catedrática de Lengua Española en la Facultad de Filología de la Universidad de Sevilla desde 2004.

## Trayectoria
Después de licenciarse en Filología Hispánica por la Universidad de Sevilla (1978-1982), se doctoró en la misma institución con una tesis titulada Estudio sobre los enlaces extraoracionales en español (1986), que fue el primer trabajo sobre marcadores del discurso en español y se publicó un año más tarde por Ediciones Alfar con el título Enlaces extraoracionales (1987).
Durante su carrera académica, ha impartido cursos de licenciatura, grado, máster y doctorado en materias relacionadas con la gramática, sintaxis, semántica, pragmática y análisis del discurso, así como ha participado en cursos de formación de profesores de español, en colaboración con el Instituto Cervantes, y  de formación para el personal del Parlamento andaluz. Por otra parte, su docencia no se ha limitado solo a la Universidad de Sevilla, también ha impartido clases como profesora invitada en universidades extranjeras como Birkbeck (Inglaterra), Nancy 2 (Francia), Palermo (Italia), Graz (Austria), Vrije (Bélgica) o Indiana University (Estados Unidos), entre otras.
Desde su tesis doctoral, su investigación se ha centrado en la sintaxis y en la pragmática del español, desde una perspectiva teórica funcionalista y pragmática, que contempla el uso lingüístico en su contexto y los factores socioculturales vinculados. En relación con esto, es la fundadora del marco teórico conocido como «lingüística pragmática», que desde el año 2000 (con el libro Lingüística pragmática y Análisis del discurso, cuyo éxito ha motivado reediciones en 2015 y 2017) ha guiado la metodología seguida por el grupo Argumentación y Persuasión en Lingüística (APL) en publicaciones en torno a la argumentación, la cortesía, el discurso político y los medios de comunicación, el liderazgo femenino, la microsintaxis y la macrosintaxis, las relaciones del discurso, etc.
La lingüística pragmática se caracteriza por proponer una perspectiva pragmática que abarca todo el análisis lingüístico y distingue tres niveles en el análisis textual (microestructura, macroestructura y superestructura) y cuatro planos diferentes (enunciativo, modal, informativo y argumentativo). Además, plantea como unidades de análisis en la macroestructura (macrosintaxis) el enunciado, la intervención, el intercambio, el párrafo, la secuencia y el texto. Dentro de los marcadores discursivos, diferencia dos clases de elementos por su función sintáctica y pragmática: los que ligan enunciados (conectores) y los que actúan dentro del enunciado con función periférica marcando un contenido procedimental relativo a los agentes comunicativos (operadores). Asimismo, tiene en cuenta las construcciones semifijadas con contenido procedimental, que constituyen el paso previo a la construccionalización y fijación que originan los marcadores discursivos (conectores y operadores). Los conectores, operadores y construcciones se sitúan en la periferia (margen izquierdo, posición parentética y margen derecho) y están caracterizados, en esta propuesta, a través de la multidimensionalidad (un elemento aporta información en diferentes planos dentro de un mismo contexto) y la polifuncionalidad (un elemento se utiliza con diferentes funciones según el contexto).
Asimismo, ha sido la introductora en la lingüística española de ideas funcionalistas europeas provenientes de la teoría de la argumentación de Ducrot y Anscombre, la teoría de la (des)cortesía de Brown y Levinson, la escuela de Ginebra de Roulet, el grupo de Aix-en-Provence de Blanche-Benveniste, el grupo de Friburgo de Berrendonner y la gramática discursiva de Kaltenböck, Heine y Kuteva.
En cuanto a los reconocimientos y distinciones, además de contar con los premios extraordinarios de licenciatura y doctorado, recibió el Premio de Investigación Ciudad de Sevilla (1994) por el libro La expresión de la modalidad en el habla de Sevilla, escrito junto con E. R. Alcaide Lara, el Premio Universidad de Sevilla a Trabajos de Investigación de Especial Relevancia (2017) por el libro A Gender-based Approach to Parliamentary Discourse, editado junto a G. Álvarez-Benito  y  el Premio Fama de la Universidad de Sevilla a la Trayectoria Investigadora y de Transferencia (2023-24), por toda su trayectoria investigadora.

## Publicaciones

### Libros
- 1985. Sintaxis oracional. Las oraciones consecutivas en español. Alfar.
- 1987. Enlaces extraoracionales. Alfar.
- 1995. La sintaxis de los relacionantes supraoracionales. Arco Libros. 2.ª ed. 1998, 3.ª ed. 2012 y 4.ª ed. 2015.
- 1995. Ejercicios de sintaxis supraoracional. Arco Libros. 2.ª ed. 1998.
- 1995. Cuaderno práctico de morfosintaxis. Alfar. 2. ed. 1998.
- 1998. El comentario lingüístico-textual. Arco Libros. 2.ª ed. 2003, 3.ª ed. 2017, 4.ª ed. 2020 y 5.ª ed. 2023.
- 1996. La expresión de la modalidad en el habla de Sevilla. Servicio de Publicaciones del Ayuntamiento de Sevilla.
- 1996. Aproximación a la estructura del texto. Ágora.
- 1998. Las construcciones adversativas. Arco Libros.
- 1999. La organización informativa del texto. Arco Libros. 2.ª ed. 2010.
- 2000. Lingüística pragmática y Análisis del discurso. Arco Libros. 2.ª ed. 2015 y 3.ª ed. 2017.
- 2002. Mecanismos lingüísticos de la persuasión. Cómo convencer con palabras. Arco Libros. En colaboración con E. R. Alcaide Lara. 2.ª ed. 2020.
- 2007. Sintaxis del enunciado: los complementos periféricos. Arco Libros.
- 2007. La argumentación lingüística y sus medios de expresión. Arco Libros. En colaboración con E. R. Alcaide Lara. 2.ª ed. 2020.
- 2008. (Des)cortesía, agresividad y violencia verbal en la sociedad actual. Universidad Internacional de Andalucía. En colaboración con E. R. Alcaide.
- 2009. Diccionario de conectores y operadores del español. Arco Libros. 2.ª ed. 2018.
- 2010. La gramática de la cortesía en español/LE. Arco Libros.
- 2011. Guía práctica de escritura y redacción. Espasa.
- 2013. Comentarios de textos corteses y descorteses. Arco Libros. En colaboración con E. Brenes Peña.
- 2018. Parentéticos. Arco Libros.
- 2020. El discurso en su contexto de realización. Lingüística pragmática, argumentación y cortesía. Editorial Universidad de Sevilla.
- 2024. La enunciación en el discurso. Arco Libros. En colaboración con M. González-Sanz
- 2024. Micro y macrosintaxis del español. La oración compleja. Editorial Universidad de Sevilla.
- 2024. Macrosintaxis del español. De Gruyter.

### Obras coordinadas
- 1997. Introducción teórica a la pragmática lingüística. Editorial Kronos.
- 2006. Actitudes ante la inmigración: el reflejo lingüístico. Junta de Andalucía. En colaboración con M. Márquez Guerrero.
- 2009. Manifestaciones textuales de la descortesía y agresividad verbal en diversos ámbitos comunicativos. Universidad Internacional de Andalucía. En colaboración con E. R. Alcaide Lara.
- 2011. Aproximaciones a la (des)cortesía verbal en español. Peter Lang. En colaboración con E. R. Alcaide Lara y E. Brenes Peña.
- 2013. Imagen social y medios de comunicación. Arco Libros.
- 2013. (Des)cortesía para el espectáculo: estudios de pragmática variacionista. Arco Libros.
- 2016. Estrategias argumentativas y discurso político. Arco Libros.
- 2016. A Gender-based Approach to Parliamentary Discourse. John Benjamins. En colaboración con G. Álvarez-Benito.
- 2018. Mujer, discurso y parlamento. Alfar Ediciones.
- 2019. Avances en macrosintaxis. Arco Libros. En colaboración con S. Gutiérrez Ordóñez.
- 2020. Persuadir al votante. Estrategias de éxito. Arco Libros.
- 2020. (Des)cortesía, actividades de imagen e identidad. Editorial Universidad de Sevilla. En colaboración con M. González-Sanz y E. Brenes Preña.
- 2020. Aportaciones desde el español y el portugués a los marcadores discursivos. Treinta años después de Martín Zorraquino y Portolés. Editorial Universidad de Sevilla. En colaboración con A. Messias Nogueira y M. Martí Sánchez.
- 2021. Argumentación y discursos. Arco Libros.
- 2021. Sintaxis discursiva: construcciones y operadores en español. Peter Lang. En colaboración con E. Brenes Peña y V. Pérez Béjar.
- 2021. La enseñanza-aprendizaje de conectores y operadores discursivos en ELE. Arco Libros. En colaboración con E. Brenes Peña.
- 2022. Operadores argumentativos. Arco Libros.
- 2022. Estrategias comunicativas, proyección de imagen y género. Palermo University Press. En colaboración con E. Brenes Peña y C. Prestigiacomo.
- 2022. El dinamismo del sistema lingüístico: operadores y construcciones del español. Editorial Universidad de Sevilla. En colaboración con M. S. Padilla Herrada y V. Pérez Béjar.
- 2023. Comunicación estratégica para el ejercicio del liderazgo femenino. Routledge. En colaboración con E. Brenes Preña.
- 2025. Explorando las relaciones intradiscursivas. Un enfoque multidimensional. Routledge. En colaboración con V. Pérez Béjar.

### Selección de capítulos de libros
- 2018. Teaching L2 Spanish discourse markers and pragmatic markers. En L2 Spanish Pragmatics. From Research to Teaching (pp. 108-128). Routledge.
- 2018. Memoria, ideología y construcción de la identidad en la prensa: la mujer en el franquismo. En Media, power and identity: discursive strategies in ideologically-oriented discourses (pp. 125-146). Palermo University Press.
- 2020. Internet Conversation: the New Challenges of Digital Dialogue. En Dialog Systems. A Perspective from Language, Logic and Computation (pp. 245-270). Springer. En colaboración con E. Brenes Peña.
- 2021. Pragmatics and argumentation. En The Routledge Handbook of Spanish Pragmatics (pp. 219-236). Routledge.
- 2021. La estructura informativa del hablar. En Manual de lingüística del hablar (pp. 419-440). De Gruyter.
- 2021. Refugiados e inmigrantes en redes sociales: la argumentación mediatizada. En Discurso lingüístico y migraciones (pp. 64-99). Arco Libros.
- 2022. Argumentative Strategies and Self-Image Projection in Spanish Political Interviews. En Adversarial Political Interviewing - Worldwide Perspectives During Polarized Times (pp. 171-192). Springer.
- 2023. Adversarial Attacks in Spanish Politics. Direct and Indirect Debasement. En Political Debasement. Incivility, Contempt, and Humiliation in Parliamentary and Public Discourse (pp. 31-52). Springer.
- 2023. Que conste/sepas and como si constructions in Spanish. En Constructions in Spanish (pp. 224-254). John Benjamins. En colaboración con V. Pérez Béjar.
- 2024. Understanding Populism from the Voter’s Perspective in Spain. Isabel Díaz Ayuso and Yolanda Díaz in Contrast. En Discourse Approaches to an Emerging Age of Populist Politics (pp. 1-25). Springer.

### Selección de artículos científicos
- 1987. Pragmática y relación intratextual: el caso de hasta, incluso y ni siquiera. ELUA, (4), 159-176.
- 1990. Apéndices con valor apelativo. Sociolingüística andaluza, 5, 171-196.
- 1991. Algunas reflexiones sobre el concepto de modalidad. RESLA, 7, 93-108.
- 1993. Conclusivos y reformulativos. Verba. Anuario Galego de Filoloxía, 20, 171-198.
- 1993. Comportamiento discursivo de "bueno", "bien", "pues bien". ELUA, (9), 205-221.
- 1997. Los conectores en la lengua oral: es que como introductor de enunciado. Verba, 24, 237-263.
- 1998. Estructuras parentéticas. LEA, 20(2), 137-174.
- 2003. Operador/conector, un criterio para la sintaxis discursiva. RILCE, 19(1), 61-85.
- 2008. La aproximación enunciativa. LEA, 30(2), 223-258.
- 2009. El debate entre Zapatero y Rajoy: estudio argumentativo. Tonos Digital, (18), 1-51.
- 2010. Ideología e imagen: la ocultación en la prensa de la violencia social o lo políticamente correcto. Discurso & Sociedad, 4(4), 853- 892.
- 2010. La aserción parlamentaria: de la modalidad al metadiscurso. RILCE, 13, 97-125.
- 2012. Subjetividad, argumentación y (des)cortesía. RILCE, 49, 49-92.
- 2012. Marcadores del discurso y función comentario. Romanische Forschungen, 124(4), 449-470.
- 2012. El margen derecho del enunciado. Revista Española De Lingüística, 42(2), 63-93.
- 2013. In between spectacle and political correctness: Vamos con todo – An ambivalent news/talk. Pragmatics, 23(1), 119-147. En colaboración con M. E. Placencia.
- 2013. La gramática discursiva: niveles, unidades y planos de análisis. Cuadernos AISPI, (2), 15-36.
- 2013. Argumentación, (des)cortesía y género en el discurso parlamentario. Tonos Digital, (25), 1-26.
- 2013. Parentéticos, hedging y sintaxis del enunciado. CLAC, 55, 61-94.
- 2014. Los límites del enunciado. Estudios de lingüística del español, 35, 137-60.
- 2015. Nominal address and rapport management in informal interactions among university students in Quito (Ecuador), Santiago (Chile) and Seville (Spain). Multilingua, 34(4), 547-575. En colaboración con M. E. Placencia y M. Palma-Fahey.
- 2016. Regional pragmatic variation in the use of the discourse marker pues in informal talk among university students in Quito (Ecuador), Santiago (Chile) and Seville (Spain). Journal of Pragmatics, 97, 74-92. En colaboración con M. E. Placencia y M. Palma-Fahey.
- 2016. Para colmo, scalar operator and additive connector. Keys to an evolving process. Journal of Historical Pragmatics, 17(1), 79-106.
- 2016. Los marcadores de límite escalar: argumentación y "vaguedad" enunciativa. Rilce, 32(1), 110-137.
- 2017. Macrosintaxis y lingüística pragmática. CLAC, 71, 5-34.
- 2021. No es por nada: Spanish argumentatitve preface and discourse operator. Journal of Pragmatics, 186, 236-250.
- 2023. Construcciones exclamativas de rechazo. Spanish in Context, 20(1), 178-207.
- 2023. From Peripheral Structure to Discourse Operator: No veas. Languages, 8(4), 254.